# 琉球大学委員会
琉球大学委員会（りゅうきゅうだいがくいいんかい）は、琉球政府が琉球大学管理法（1965年立法第103号）に基づき置いていた行政委員会。1966年に米国民政府から琉球政府へ移管された琉球大学の適正な管理を行うことを目的としていた。1972年の本土復帰時に廃止され、琉球大学は日本国政府（文部省）が設置する国立大学へ移行した（2004年から国立大学法人化）。

## 委員の構成
以下の7人によって構成され、行政主席が任命した。
- 学識経験者で立法院の同意を得た者（任期：4年）　5人
- 中央教育委員会委員（任期：その職にある期間）　1人
- 文教局長（任期：その職にある期間）　1人

## 職務権限
- 琉球大学の管理に関する一般方針の決定
- 琉球大学の設置及び管理に関する立法案を行政主席に提出すること
- 琉球大学の職員の任免その他人事に関すること
- 琉球大学に入学を許可すべき学生数の決定
- 琉球大学予算見積りの承認
- 琉球大学の授業料、登録料、検定料等の額の決定
- 琉球大学の教育目的の用に供し、または用に供するものと決定した財産の取得、管理及び処分に関すること
- 琉球大学の教育に関連した目的のための寄付募集の認可及び寄付金の受け入れに関する事項
- 評議会の推薦に基づき学長を任命すること
- その他法令によりその権限に属させられた事項